# Cantón de Marmoutier
El cantón de Marmoutier era una división administrativa francesa, que estaba situada en el departamento de Bajo Rin y la región de Alsacia.

## Composición
El cantón estaba formado por veinticinco comunas:
- Allenwiller
- Birkenwald
- Crastatt
- Dimbsthal
- Gottenhouse
- Haegen
- Hengwiller
- Hohengœft
- Jetterswiller
- Kleingœft
- Knœrsheim
- Landersheim
- Lochwiller
- Marmoutier
- Otterswiller
- Rangen
- Reinhardsmunster
- Reutenbourg
- Salenthal
- Schwenheim
- Singrist
- Thal-Marmoutier
- Westhouse-Marmoutier
- Zehnacker
- Zeinheim

## Supresión del cantón de Marmoutier
En aplicación del Decreto nº 2014-185 de 18 de febrero de 2014, el cantón de Marmoutier fue suprimido el 22 de marzo de 2015 y sus 25 comunas pasaron a formar parte del nuevo cantón de Saverne.